# Brudzewice
Brudzewice [pronunciación en polaco: /brud͡zɛˈvit͡sɛ/] es un pueblo ubicado en el distrito administrativo de Gmina Poświętne, dentro del Distrito de Opoczno, Voivodato de Łódź, en Polonia central. Se encuentra aproximadamente a 6 kilómetros al noreste de Poświętne, a 22 kilómetros al noreste de Opoczno, y a 72 kilómetros al este de la capital regional Łódź.